# Cá thu

Vòng đời của cá thu (ngược chiều kim đồng hồ: Trứng - ấu trùng - cá con - cá trưởng thành

Cá thu là tên thông thường áp dụng cho một số loài cá khác nhau chủ yếu là thuộc họ Cá thu ngừ. Chúng sinh sống cả ở các vùng biển nhiệt đới và biển ôn đới. Phần lớn các loại cá thu sống xa bờ ở môi trường đại dương nhưng có một số, ví dụ Cá thu Tây Ban Nha (tiếng Anh: Spanish mackerel, tên khoa học Scomberomorus maculatus) vào gần bờ và có thể tìm thấy ở gần các cầu và cầu tàu. Loại cá thu lớn nhất là Cá thu Vua (tên khoa học Scomberomorus cavalla) có thể dài tới 1,68 m. Đặc điểm chung của các loại cá thu là thân dài, thon (khác với cá ngừ đại dương là loài có thân bầu), có nhiều vây nhỏ nằm sau các vây lớn ở lưng và bụng. Cá thu nếu có vẩy thì cũng rất nhỏ.
Cá thu được ưa thích và đánh bắt nhiều bởi cho nhiều thịt và nhiều dầu cá; chúng cũng được biết đến là loài có khả năng chiến đấu. Cá thu là đối tượng quan trọng trong ngư nghiệp công nghiệp và ngành câu cá giải trí. Thịt của cá thu dễ hư thối, chóng bị phân hủy, nhất là trong môi trường nhiệt đới nóng ẩm, và vì thế có thể gây ngộ độc nếu ăn phải cá ươn. Trừ khi được xử lý và bảo quản kỹ, cá thu phải được chế biến thành thức ăn ngay trong ngày. Bởi lý do này, chỉ có duy nhất cá thu xưa nay vẫn được bán ở London kể cả ngày Chủ nhật và đó cũng là loại cá duy nhất phải tẩm muối khi làm món sushi.